# John L. Russell
John L. Russell, auch John Russell jr. und Jack Russell (* 15. Mai 1905 in den USA; † 22. Juli 1967 in Los Angeles, Kalifornien) war ein US-amerikanischer Kameramann.

## Leben und Wirken
Russell hatte sich am Pratt Institute zum Elektroingenieur ausbilden lassen und zunächst (1930er Jahre) als Kameraassistent des äußerst produktiven B-Film-Fotografen Benjamin H. Kline gearbeitet. Im Jahrzehnt darauf diente er dem arrivierten Kollegen Russell Metty als einfacher Kameramann, u. a. 1947 bei Lewis Milestones Remarque-Verfilmung Triumphbogen. Noch im selben Jahr engagierte Orson Welles Russell als Chefkameramann für seine eigenwillige Adaption Macbeth – Der Königsmörder von Shakespeares Macbeth. Bei diesem Film erwies sich Russell, der in Filmvorspännen in jenen frühen Jahren meist noch als „Jack Russell“ firmierte, als ausgezeichneter Schwarz-Weiß-Kameramann mit einem sicheren Gefühl für Licht-und-Schatten-Effekte in stimmungsvollen Kulissen.
Dennoch musste er sich anschließend jahrelang mit Aufträgen für drittklassige Billigstproduktionen – Science-Fiction-Streifen, Melodramen, Krimis, Western – begnügen. Im Winter 1959/60 fotografierte John Russell seinen mit Abstand berühmtesten und optisch ausgereiftesten Film. Vom visuell denkenden Regisseur Alfred Hitchcock geleitet, sorgte Russell mit seiner Schwarz-Weiß-Fotografie zu dessen Psycho-Thriller für eine Atmosphäre durchgehend subtiler, suggestiver Bedrohung. Vor allem seine Hell-Dunkel-Effekte und einige raffinierte Kameraperspektiven – legendär: die Duschvorhang-Szene – brachten dem bislang eher als gefälligen Konfektionär aufgefallenen Kameramann große Hochachtung ein.
Für Hitchcock hatte Russell in dieser Zeit auch als TV-Kameramann eine beträchtliche Anzahl an Folgen der Reihe Alfred Hitchcock Presents fotografiert. Weitere erwähnenswerte Arbeiten sind seine Kameraführung bei Welles' düsterem Grenzortkrimi Im Zeichen des Bösen und seine Chefkamera bei der inszenatorisch recht uninspiriert ausgefallenen US-Interpretation des Klassikers des deutschen Expressionismus' Das Cabinet des Dr. Caligari. Auch hier ist Russells bereits bei Psycho gezeigte, suggestive Bildsprache eines der Hauptaktiva des Films.
Russell, der später eine Fülle von weiteren (auch in Deutschland populären) Fernsehserien wie Wagon Train, Checkmate und Die Leute von der Shiloh Ranch kameratechnisch betreut hat, starb kurz nach der Vollendung der TV-Komödie Now You See it, Now You Don’t und dem in Fernsehmanier gedrehten Durchschnittskinokrimi Die nackte Tote.

## Filmografie (Auswahl)
- 1947: Macbeth – Der Königsmörder (Macbeth)
- 1948: Erbe des Henkers (Moonrise)
- 1948: Das ist also New York (So This is New York)
- 1948: The Green Promise
- 1949: Guilty of Treason
- 1950: The Man from Planet X
- 1952: Invasion gegen USA (Invasion U.S.A.)
- 1952: Park Row
- 1952: Problem Girls
- 1953: Panik in New York (The Beast from 20,000 Fathoms)
- 1953: Chicago – 12 Uhr Mitternacht (City That Never Sleeps)
- 1953: Geraldine
- 1953: Razzia im Chinesenviertel (Hell’s Half Acre)
- 1953: Beeil dich zu leben (Make Haste to Live)
- 1954: The Atomic Kid
- 1954: Unternehmen Pelikan (The Eternal Sea)
- 1955: Eisenbahndetektiv Matt Clark (Fernsehserie, 5 Episoden, Stories of the Century)
- 1955: Double Jeopardy
- 1955: Der letzte Indianer (The Vanishing American)
- 1955: Der Würger von Sing-Sing (The Indestructible Man)
- 1956: Noch heute sollst du hängen (Star in the Dust)
- 1956: Ich ritt für Jesse James (Hell’s Crossroads)
- 1957: Suspicion: Die Bombe im Keller (Fernsehfilm, Four O’Clock)
- 1958: Im Zeichen des Bösen (Touch of Evil) (nur einfache Kamera)
- 1959: Blonde Locken – scharfe Krallen (Girls Town)
- 1960: Startime: Zwischenfall an der Ecke (Incident at a Corner) (Fernsehfilm)
- 1960: Psycho
- 1961: Das Kabinett des Dr. Caligari (The Cabinet of Caligari)
- 1964: Billie
- 1967: Die nackte Tote (Jigsaw)